# اوستروف ناد اوسلاووو
اوستروف ناد اوسلاووو (به چکی: Ostrov nad Oslavou) یک منطقهٔ مسکونی در جمهوری چک است که در ناحیه ژدار ناد سازاووو واقع شده‌است. اوستروف ناد اوسلاووو ۹٫۳۳ کیلومتر مربع مساحت و ۹۶۰ نفر جمعیت دارد و ۵۲۰ متر بالاتر از سطح دریا واقع شده‌است.